# Reticunassa crenulicostata
Reticunassa crenulicostata is een slakkensoort uit de familie van de Nassariidae. De wetenschappelijke naam van de soort is voor het eerst geldig geplubiceerd in 1969 door Shuto.